# Cem Bilhões de Neurônios
O livro Cem bilhões de neurônios: conceitos fundamentais de neurociência, também conhecido como Cem Bilhões de Neurônios ou Cem Bilhões de Neurônios? é um livro brasileiro de neurociências usado em cursos de graduação da área biomédica.  O livro foi escrito por Roberto Lent, da Universidade Federal do Rio de Janeiro e lançado em 2001.  O título teve um ponto de interrogação adicionado após um estudo coordenado por Suzana Herculano-Houzel estimar o número médio de neurônios por humano em 86 bilhões. 